# Dénes György (geográfus)
Dénes György (Orosháza, 1923. szeptember 3. – 2015. április 30.) jogász, történész, geográfus, tudományos tanácsadó, barlangkutató.

## Élete
Középiskolai tanulmányait az Orosházi Táncsics Mihály Gimnáziumban végezte. 1942-ben felvételt nyert a Pécsi Tudományegyetem jogi karára, ahol a háború után jogi doktorátust szerzett. A második világháború alatt zsidó származása miatt az orosházi gettóba vitték, majd pár nappal a deportálás előtt munkaszolgálatra hívták be Mohácsra. Innen később a századával Kőbányára került, s amikor 1944 novemberében gyalog útnak indították őket Németország felé, többekkel megszökött és svájci menlevéllel Pesten bujkált. A nyilasok azonban elfogták és decemberben feltették egy bergen-belseni koncentrációs táborba tartó vonatra. 1945 áprilisában a németek Theresienstadtba szállították, ahol végül a szovjet csapatok szabadították fel. A háború után újjáélesztette az Ámosz cserkészcsapatot, illetve beválasztották az egyetemisták képviselőjeként a pécsi hitközség elnökségébe.
Tanított történelmet a Közgazdaságtudományi Egyetemen, volt vállalati jogtanácsos (OKISZ, ÁFOR), majd vízföldtant oktatott a Budapesti Műszaki Egyetemen. A Vízgazdálkodási Tudományos Kutató Intézetnél izotóphidrológiával, karsztvízkutatással foglalkozott, végül a Pécsi Egyetemen karsztföldrajzot tanított.

## A barlangkutató
A Magyar Karszt- és Barlangkutató Társulat egyik alapítója majd titkára (1958), főtitkára, később tiszteletbeli elnöke lett. A Magyar Barlangi Mentőszolgálat megalapítója (1961) és örökös tiszteletbeli elnöke. A barlangi mentők nemzetközi szervezetének tiszteletbeli elnöke haláláig. A Magyar Földrajzi Társaság és a Magyar Természetbarát Szövetség elnökségi tagja, utóbbi Barlang Bizottságának elnöke, a Meteor Természetbarátok Turista Egyesületében szintén elnöki tisztséget töltött be. 1957-ben megszervezte a Vörös Meteor Barlangkutató Csoportot, évtizedeken át szervezte annak sikeres expedícióit itthon és külföldön. Nevéhez fűződik a Meteor-barlang feltárása és az esztramosi egyik őslénytani lelőhely felfedezése; sikeres feltáró kutatás a Baradlában (Raisz-ág), a Mátyás-hegyi-barlangban és a Szemlő-hegyi-barlangban. Részt vett a József-hegyi-barlang felfedezésében, és további barlangok feltárásában.

## Irodalmi munkássága
Volt szerkesztője és felelős szerkesztője a Karszt- és Barlangkutatási Tájékoztatónak. Publikációi között a témát illetően a természeti földrajz (karsztmorfológia, barlanggenetika) és vízrajz (karszthidrológia, izotóphidrológia) éppúgy megtalálható, mint a történelem- és a történeti földrajz (így a Gömör–Tornai, az Aggteleki-karsztvidék történeti és földrajzi kutatási eredményei), útikönyvek és turista útikalauzok, nyelvészeti írások. Magyarországon és külföldön is megjelentek munkái, számuk több mint 300.
Jelentősebb munkái:
- Vártúrák kalauza. I. [társszerzőkkel] (Budapest, Sport Kiadó, 1969., II. javított kiadás ugyanott, 1975.)
- Cserhát. Turistakalauz. [írták Dénes György et al.] (Budapest, Sport Kiadó, 1970.)
- Aggteleki-karsztvidék. Útikalauz. [írták Dénes György, Jakucs László, Jakucs Pál] (Budapest, Sport Kiadó, 1975.)
- Börzsöny, Cserhát. Útikalauz. [írták Dénes György, Havas Péter] (Bp. Sport Kiadó, 1982.)
- Budai-hegység útikalauz. [írták Pápa Miklós, Dénes György] (Bp. Sport Kiadó, 1982.)
- A Bódvaszilasi-medence 700 éves története. (Miskolc, Herman Ottó Múzeum, 1983 [!1984].)
- A Pilis és a Visegrádi-hegység. [írták Dénes György, Sánta Antal] (Bp. Sport Kiadó, 1991.)
- Budai barlangok. [írták Adamkó Péter, Dénes György, Leél-Őssy Szabolcs] (Bp. Budapest Főváros Önkormányzata Főpolgármesteri Hivatala kiadása, 1992.)
- Budapest és a Dunakanyar. (Bp. Cartographia Kiadó, 2001.)
- Aggtelek. A magyar állam alapításának ezredik évében. [írták Bódis Istvánné, Dénes György, Jakucs László] (Aggtelek, Aggtelek község önkormányzata, 2001.)

## Elismerései
Válogatás elismeréseiből, kitüntetéseiből:
- Életmentő Emlékérem (háromszor, az egyiket 1969-ben kapta)
- Haza szolgálatáért Érdemérem arany fokozata (kétszer)
- Herman Ottó-érem (1967)
- Emil Racoviță-érem (1968)
- MTESZ-díj (MTESZ, 1970) (Karszttudományi és barlangkutató munkásságáért.)
- Közbiztonsági Érdemérem arany fokozata (1971)
- Vass Imre-érem (1978)
- Ezüstgerely díj (1983) (Turisztikai irodalmi munkásságáért.)
- Magyar Köztársaság Csillagrendje (1990) (A Barlangi Mentőszolgálat megszervezéséért.)
- Kadić Ottokár-érem (1995)
- Teleki Sámuel-érem (2001)
- Thirring Gusztáv-érem (2002)
- Aggtelek díszpolgára (2002)
- Balázs Dénes-érem (2003)
- Pro Natura díj (2008)
- A Magyar Köztársasági Érdemrend lovagkeresztje (2010)
- Bódvaszilas díszpolgára (2011)

## Emlékezete
2017. április 21-én egy emléktáblát avattak a tiszteletére utolsó lakhelyén, Budapest XIII. kerületében, a Borbély utca 5. számú ház bejáratánál.

## További információ
- Meghalt korunk egyik utolsó polihisztora Archiválva 2015. május 18-i dátummal a Wayback Machine-ben